# Ministro de la Corona
Ministro de la Corona es un término utilizado en algunos regímenes monárquicos para describir a un ministro del Gobierno del soberano reinante o de su virrey. El término suele indicar que el ministro sirve a placer de Su Majestad y aconseja al soberano o virrey sobre cómo ejercer las prerrogativas de la Corona en relación con el departamento o ministerio del que es titular.

## Reino Unido y Mancomunidad de Naciones
En los reinos de la Mancomunidad, el soberano o virrey es asesorado formalmente por un cuerpo más grande conocido como consejo privado o consejo ejecutivo, aunque en la práctica, son asesorados por un subconjunto de dichos consejos: el cuerpo colectivo de ministros de la Corona llamado ministerio. El ministerio no debe confundirse con el gabinete, ya que los ministros de la Corona pueden estar fuera de un gabinete.

### Historia
Los ministros de la Corona en los reinos de la Mancomunidad tienen sus raíces en la Inglaterra moderna, donde los monarcas a veces empleaban "consejos de gabinete" compuestos por ministros para asesorar al monarca e implementar sus decisiones. El término ministro surgió a raíz del papel de estos consejeros como "sirvientes" del rey (ministro, del latín minister, que significaba sirviente). Con el tiempo, los exministros y otras personas distinguidas fueron retenidos como asesores externos junto con ministros designados que tenían línea directa con el rey. Esto llevó a la creación del consejo privado más grande, y el Gabinete se convirtió en un comité dentro de ese organismo, compuesto por ministros en servicio que también eran jefes de departamento.
Durante un período entre el ascenso del Jacobo VI de Escocia al trono de Inglaterra en 1603 y la unificación de Escocia e Inglaterra en 1707, las dos entidades se encontraban separados como dos "países" en unión personal a través de un único monarca que era asesorado por dos conjuntos separados de Ministros de la Corona de cada país. A medida que las posesiones inglesas en el extranjero y más tarde el Imperio Británico se expandieron, los gobiernos coloniales permanecieron subordinados al gobierno imperial en Westminster, y por lo tanto, la Corona todavía era atendida solo por el Consejo Privado del Reino Unido, compuesto por ministros británicos de la Corona. Cuando Canadá se convirtió en un dominio en 1867, sin embargo, se estableció un Consejo Privado Canadiense para asesorar al Gobernador general de Canadá sobre el ejercicio de las prerrogativas de la Corona en Canadá, aunque constitucionalmente el virrey siguió siendo un representante del gobierno británico en Whitehall.
Después de esa fecha, otras colonias del imperio alcanzaron el estatus de dominio y se hicieron arreglos similares. Sin embargo, tras la aprobación del Estatuto de Westminster de 1931, los dominios se convirtieron efectivamente en reinos autónomos bajo un soberano, devolviendo así al monarca a una posición similar a la que existía antes de 1707, donde fue asesorado por ministerios separados y gabinetes para cada reino o colonia respectiva. Por lo tanto, hoy en día, ningún ministro de la Corona en ningún reino de la Mancomunidad puede aconsejar al monarca que ejerza sus poderes en un territorio que no sea el suyo.

## España
En España, durante el período de la Restauración (1874-1931) se utilizó el término Ministro de la Corona para las personas que estaban a cargo de un departamento ministerial del Gobierno de Su Majestad. Por ejemplo, en los tiempos del rey Alfonso XIII, cuando Carlos María Cortezo y Prieto de Orche fue designado como ministro de Instrucción Pública y Bellas Artes, en el Real decreto se referían a este como ministro de la Corona.
Desde la caída de la monarquía en 1931, el término utilizado es "Ministro del Gobierno" incluso en el actual periodo de monarquía parlamentaria, pues la Corona no ostenta ni participa de ningún poder del Estado.